# Ixonanthes khasiana
Espèce
Classification phylogénétique
Statut de conservation UICN

 VU (needs updating) B1+2c : Vulnérable
Ixonanthes khasiana est une espèce de plantes à fleurs de la famille des Ixonanthacées. C'est un arbre tropical endémique d'Inde.